# Prostituzione nell'antica Grecia

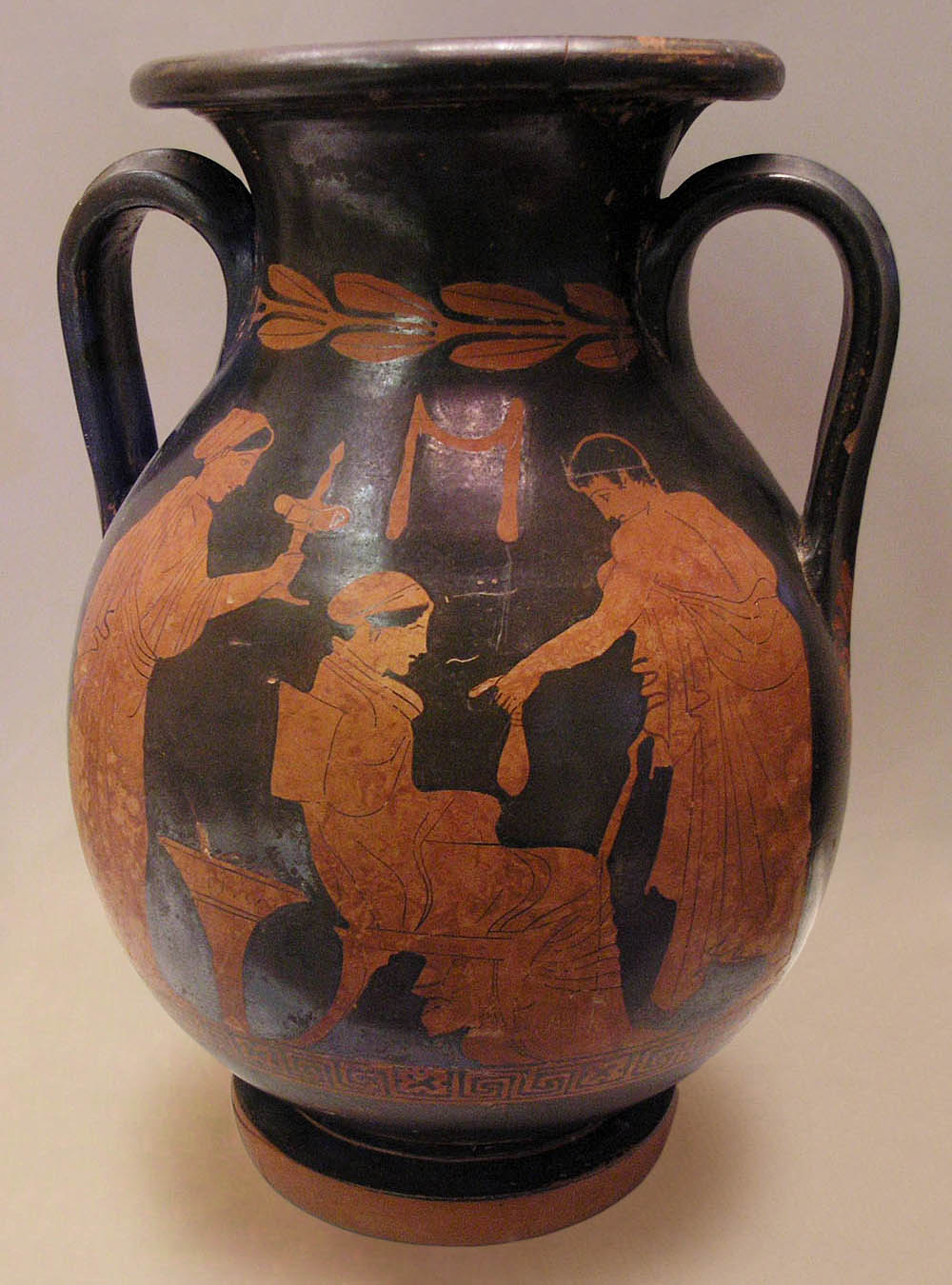
Prostituta e il suo cliente, raffigurati in una pelike attica, opera di Polignoto di Taso, circa 430 a.C., Museo archeologico nazionale di Atene.

La prostituzione costituiva parte della vita quotidiana degli abitanti dell'antica Grecia. Nei maggiori centri urbani, ed in particolare nelle città portuali, quest'attività occupava un numero significativo di persone, finendo col rappresentare una parte importante dell'attività economica. Nella stragrande maggioranza delle polis la prostituzione era ampiamente legalizzata; il bordello era quindi un'istituzione a norma di legge amministrata e regolata dal governo locale.
Nell'antica Atene, il celebre legislatore e giurista Solone avrebbe anche avuto il merito, tra le altre cose, di aver creato bordelli di stato con prezzi abbordabili; questo per venire incontro soprattutto alle esigenze giovanili. La pratica della prostituzione ha coinvolto entrambi i sessi, seppur in maniera alquanto differente: non vi erano pertanto solo donne di ogni età, ma anche giovani uomini che si davano alla prostituzione maschile, con una clientela quasi esclusivamente maschile.
Allo stesso tempo le relazioni extraconiugali con una donna libera venivano trattate molto severamente; nel caso di adulterio il marito offeso aveva il diritto legale di uccidere sul posto l'autore del reato, se colto sul fatto; lo stesso valeva per la violenza sessuale. Alle adultere, ma per estensione alla totalità delle prostitute, era vietato sposarsi o prendere parte a cerimonie pubbliche; ora, in quanto l'età media in cui si contraeva matrimonio era di circa trent'anni per gli uomini, il giovane ateniese non aveva altra scelta, se voleva intrattenere rapporti sessuali, che rivolgersi alle prostitute o agli schiavi (maschi o femmine che fossero).
L'esistenza di una clientela femminile che potesse rivolgersi a coloro che esercitavano la prostituzione non è invece ben documentata: vi è una menzione però nel Simposio di Platone nei riguardi delle ἑταιρίστριαι (hetairístriai) in cui viene specificato che queste "seguaci delle etere", non avendo una gran predisposizione nei confronti degli uomini, si trovano ad esser piuttosto inclini nei confronti delle donne. Si è ipotizzato che tali intrattenitrici fossero prostitute che mantenevano una clientela lesbica.
Luciano di Samosata, molto tempo dopo, si trova anch'egli a toccare l'argomento della presunta pratica di prostituzione lesbica nei suoi Dialoghi delle cortigiane (cap. V), ma è ben possibile che egli semplicemente alluda al brano precedente di Platone.

## Prostituzione femminile

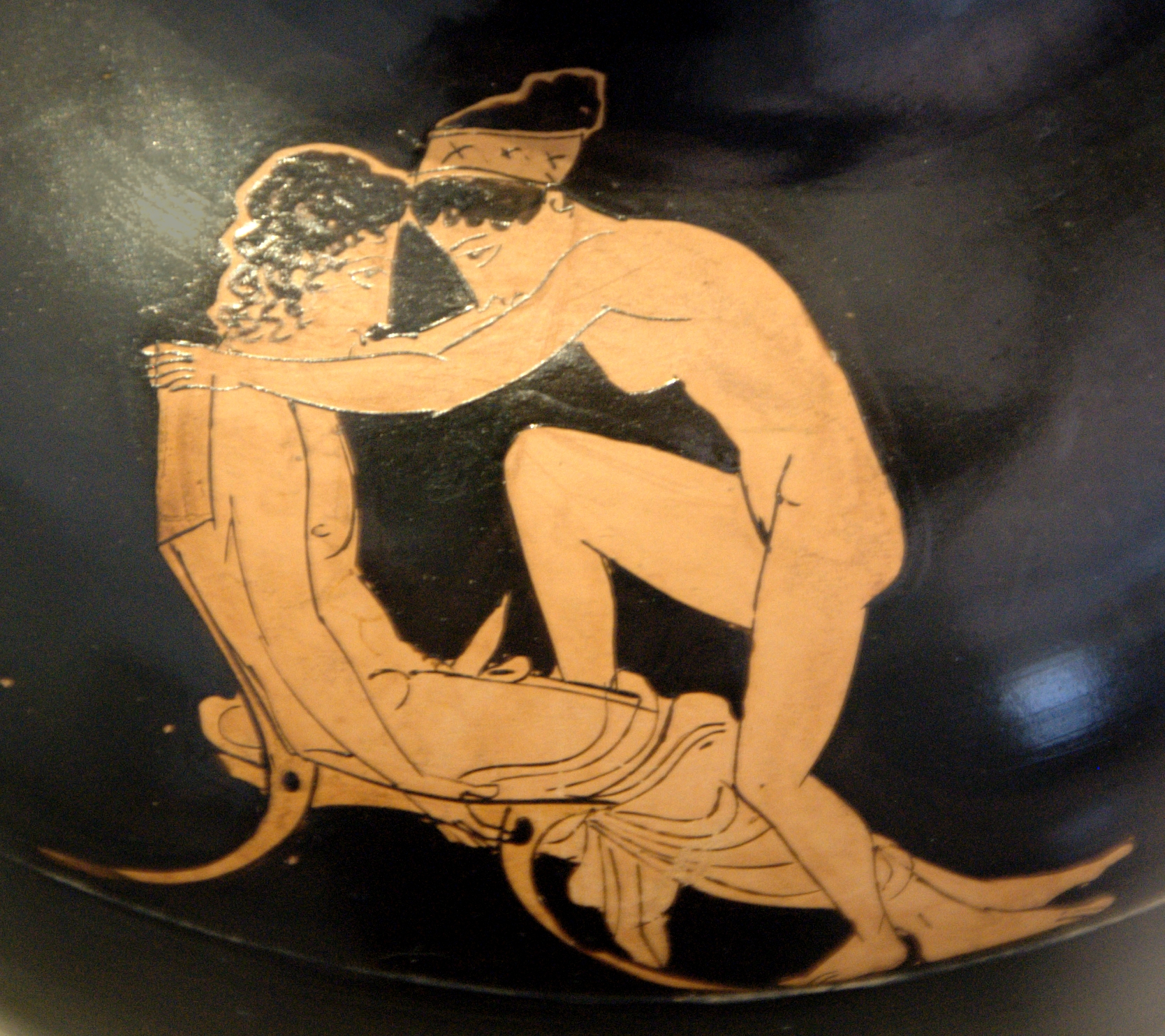
Scena di arte erotica tra un giovane uomo e una porne tratta da un vaso datato al 430 A.C

### Le pornai
Le antiche prostitute greche si suddividevano in diverse categorie. Le "pornai"-πόρναι si trovavano all'estremità inferiore della graduatoria. Erano, come viene accennato dall'etimologia stessa della parola - derivante da "pernemi"-πέρνημι (vendere) - coloro che si vendevano stando sotto la proprietà di uno o più πορνοβοσκός-pornoboskós-protettori i quali ricevevano una parte dei loro guadagni. Il proprietario delle pornai avrebbe potuto benissimo essere un cittadino, quest'attività era difatti considerata come una fonte notevole di reddito, proprio come qualsiasi altro tipo di impiego lavorativo.
Un oratore del IV secolo a.C. ne cita due: Teofrasto nei suoi Caratteri (6:5) elenca dei mezzani dediti al lenocinio accanto ad altre professioni quali quella del cuoco, del locandiere e pare trattarla come un lavoro del tutto ordinario, anche se poco raccomandabile. Il proprietario poteva anche essere un uomo o una donna dei meteci.
Nell'epoca della Grecia classica, le pornai erano schiave di origine straniera, facenti pertanto parte della categoria dei barbari; a partire dall'età ellenistica possono essere aggiunti anche i casi di giovani ragazze abbandonate dai loro padri cittadini e che finivano con l'essere costrette a scegliere questa vita se volevano sopravvivere. Di solito sono sempre state impiegate all'interno dei bordelli situati nei quartieri a luci rosse del periodo, come il Pireo (il porto dell'antica Atene) o la zona del Ceramico.

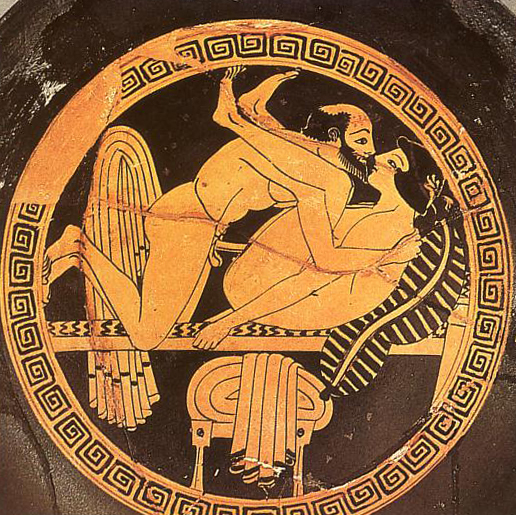
Atto sessuale, 470 a.C.

Lo statista ateniese Solone è accreditato come il primo legislatore ad essersi preoccupato di istituire bordelli pubblici legali; lo avrebbe fatto come una misura cautelativa di salute pubblica e come contenimento dell'adulterio. Il poeta Filemone di Siracusa non mancò di lodarne la memoria per questa iniziativa nei seguenti termini: "vedendo Atene piena di giovani uomini con una costituzione istintuale e che sembrava propensa ad allontanarsi dalla direzione adeguata, Solone ha comprato delle donne per insediarle in vari luoghi, attrezzate ad ogni esigenza e a prezzi accessibili a tutti. Esse se ne dovevano stare tutte nude davanti ai clienti in attesa della loro scelta. Hai forse qualche tipo di sofferenza? La porta è sempre aperta, basta versare un obolo . Non vi è alcuna timidezza, niente chiacchiere... Ma subito al dunque, in qualsiasi modo lo si desidera".
Come evidenzia Filemone, i bordelli soloniani hanno fornito un servizio accessibile a tutti, indipendentemente dal reddito: un obolo è un sesto di una dracma, il salario giornaliero di un funzionario pubblico alla fine del V secolo a.C.; ma entro la metà del IV secolo a.C., questo stipendio è stato fino a una dracma e mezzo. Secondo la stessa testimonianza poi, Solone avrebbe utilizzato le prime imposte riscosse sui bordelli per l'erezione di un tempio dedicato ad "Afrodite Pandemos" (ossia l'"Afrodite di tutto il popolo"). Anche se sulla precisione storica di questi aneddoti si può dubitare, è chiaro che durante l'epoca classica della vita di Atene si considerasse l'esistenza di una forma di prostituzione istituzionale come parte della democrazia ateniese.
Per quel che riguarda il prezzo vi sono numerose allusioni alla cifra di un obolo, quanto sarebbe dovuta costare una prostituta a buon mercato e per "prestazioni semplici".

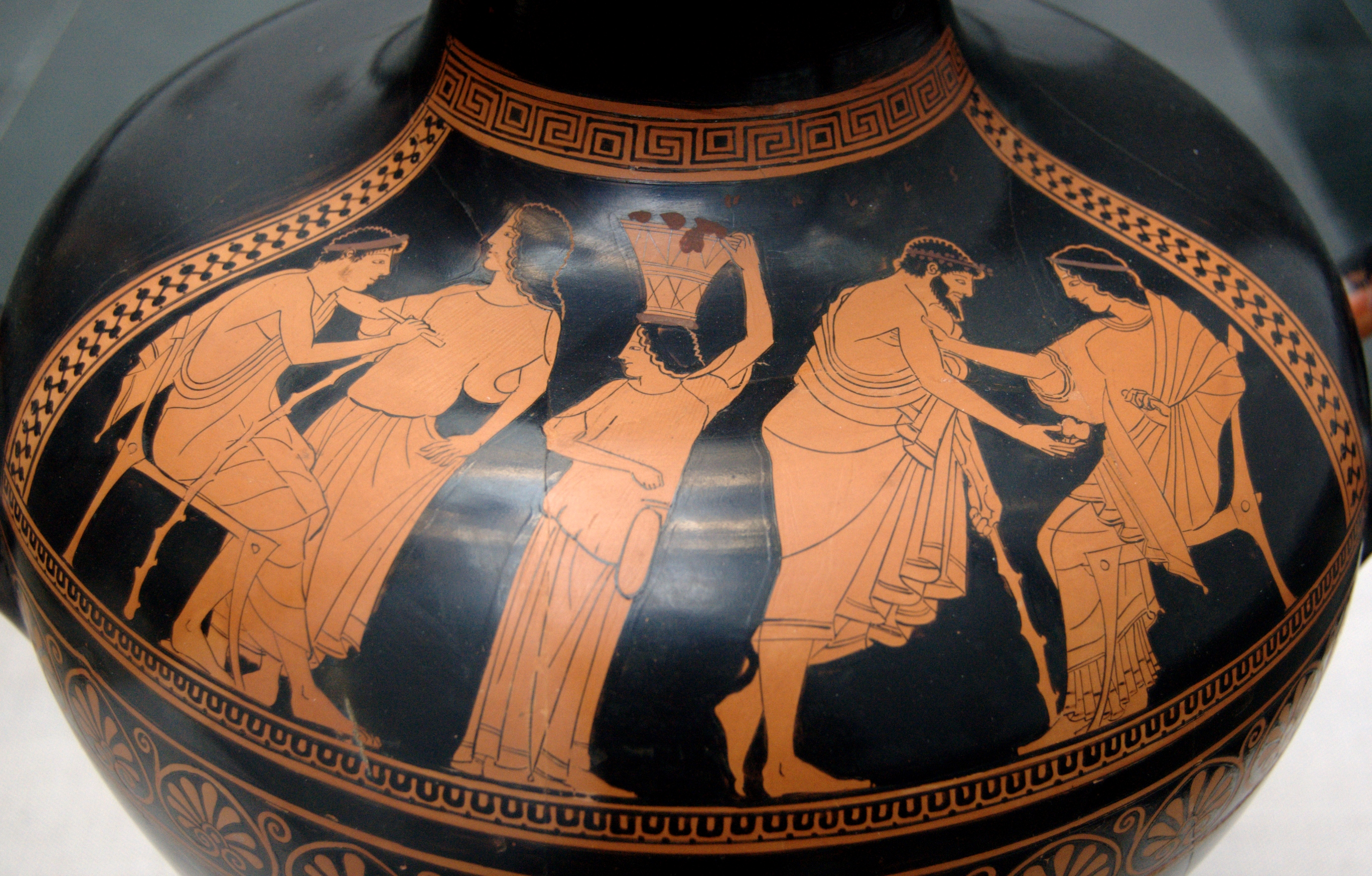
La visita alle prostitute. hydria attica a figure rosse (490-80 ca.)

### Prostitute indipendenti
Le prostitute indipendenti che lavoravano per la strada erano al livello immediatamente superiore.
Oltre a mostrare direttamente il loro fascino ai potenziali clienti facevano ricorso anche alla pubblicità; sandali con "suole segnalatrici" sono stati difatti rinvenuti: essi lasciavano come impronta la scritta ΑΚΟΛΟΥΘΕΙ AKOLOUTHEI ("Seguimi") impressa sul terreno. Hanno anche fatto uso di cosmesi, a quanto pare piuttosto scandalosamente. Eubulo, un autore di commedie, offre parole di scherno per queste cortigiane: "Intonacate con strati di biacca uno sopra l'altro, ... le guance sporche di succo di gelso. Nei giorni d'estate due ruscelli fluttuanti d'acqua inchiostrata scende dagli occhi, mentre il sudore rotola dalle vostre guance fin sulla gola facendo un solco vermiglio; i capelli tirati su donano ai volti un aspetto grigio, così pieni come sono di bianco di piombo".

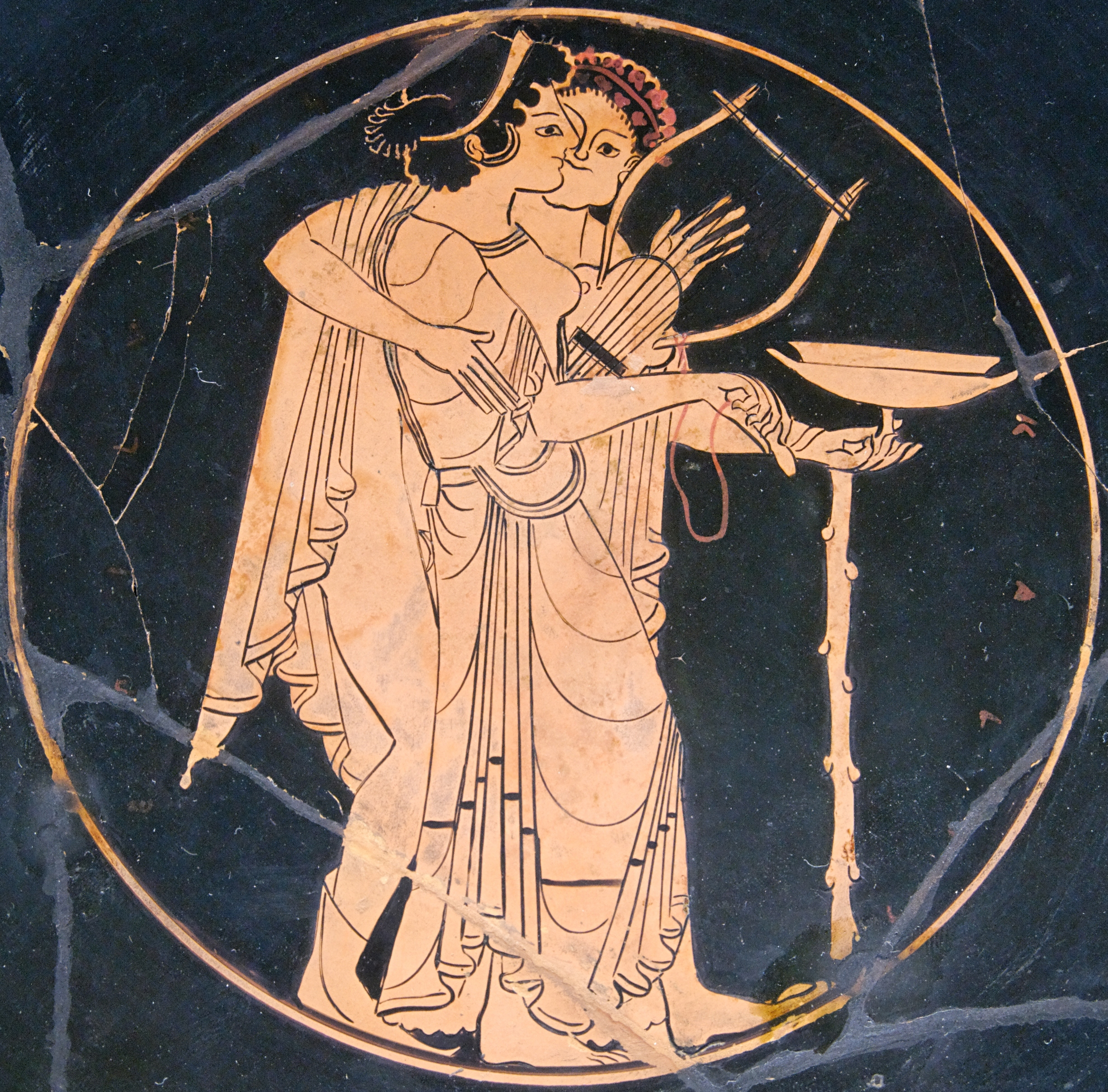
Una musicista sostiene un banchettante ubriaco. Tondo da un lynk attico a figure rosse (510 a.C.)

Questo tipo di prostitute potevano avere origini diverse: o trattarsi di meteci che non riuscivano a trovare un altro lavoro, o vedove povere abbandonate senza più alcun sostegno da parte di un uomo, oppure anche infine di anziane pornai che erano riuscite a riacquistare la propria libertà (spesso a credito). Ad Atene dovevano essere registrate e pagare una tassa se volevano esercitare il mestiere. Alcune di loro riuscirono pure a fare una discreta fortuna portando avanti autonomamente i loro "scambi d'amore". Nel I secolo a Copto, nell'Egitto romano, il passaggio per le prostitute costava ben 108 dracme, quando le altre donne ne pagavano appena 20.
Le loro tariffe sono difficili da valutare, potendo esse variare in modo anche assai significativo. Nel IV secolo a.C., Teopompo ha indicato che le prostitute di questo secondo livello richiedevano come compenso uno statere; mentre nel I secolo a.C. il filosofo epicureo Filodemo di Gadara, citato nell'Antologia Palatina (V 126) parla di un sistema di sottoscrizione fino a cinque dracme per una dozzina di visite "a prezzo speciale all'ingrosso". Già nel II secolo però, Luciano di Samosata nel suo "Dialogo delle cortigiane" fa dire alla prostituta Ampelis di considerare cinque dracme per visita come un prezzo mediocre (8, 3). Nello stesso testo una giovane vergine può esigere fino ad una mina, cioè ben 100 dracme (7,3), o addirittura due mine se il cliente è meno appetitoso (cioè brutto o vecchio).
Una prostituta giovane e bella poteva quindi richiedere un prezzo molto più alto di quello consentito ad una collega oramai in declino; anche se, l'iconografia su ceramica pare dimostrare che esistesse un mercato specifico per le donne anziane. Il prezzo cambiava ulteriormente verso l'alto se il cliente richiedeva l'esclusiva per un certo periodo di tempo. Esistevano anche accordi intermedi; un gruppo di amici avrebbe potuto acquistare l'esclusiva, con il diritto per ciascuno di loro d'usufruire delle grazie della signora a tempo parziale. 

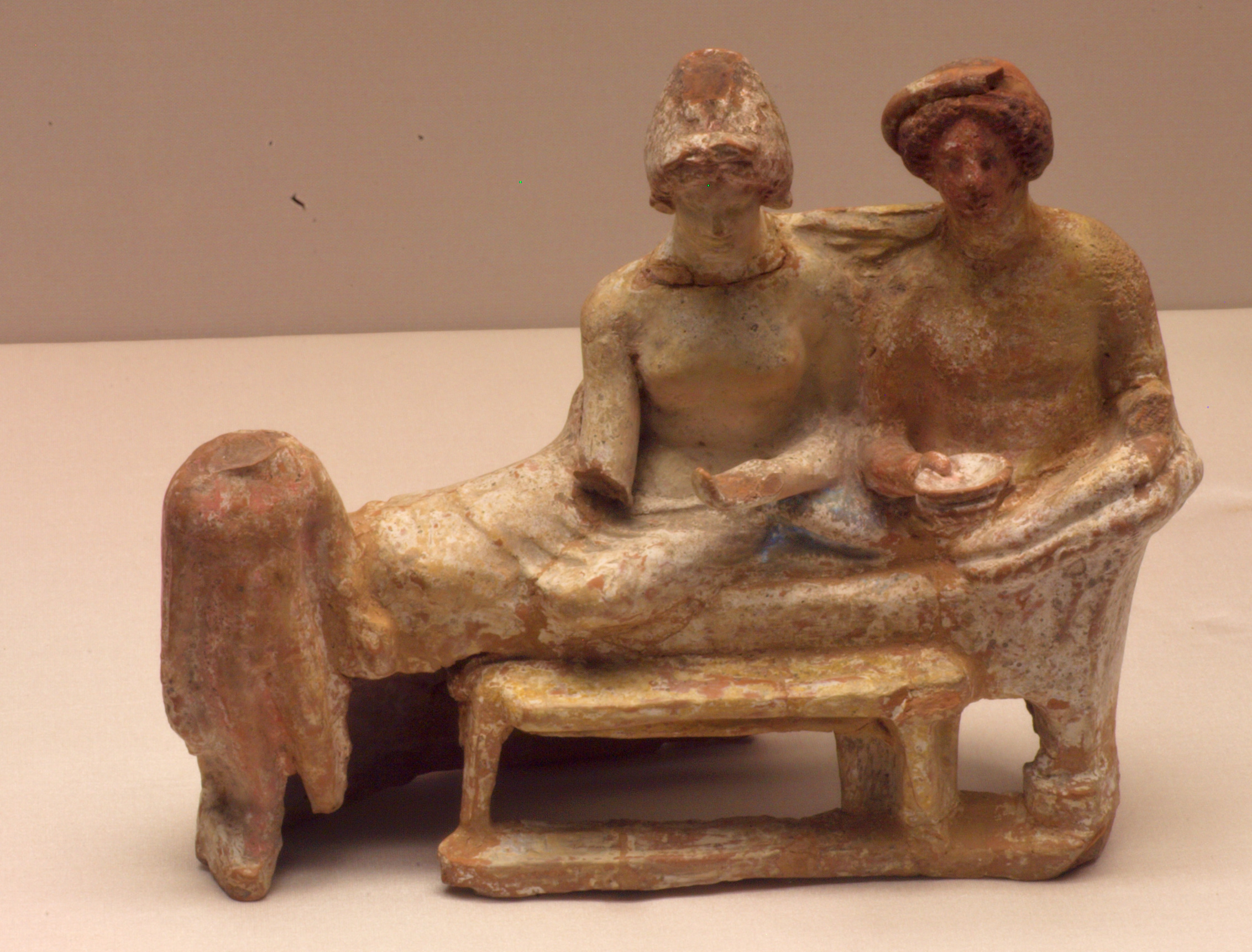
Gruppo in terracotta di etera che si accompagna ad un giovane durante un simposio (IV secolo a.C.).

Musiciste e ballerine, flautiste ed intrattenitrici di vario tipo, che prestavano i loro servigi al simposio potevano senza dubbio essere inserite in questa categoria. Aristotele, nella sua Costituzione degli Ateniesi (L, 2) menziona tra le istruzioni specifiche per i dieci controllori della città (cinque all'interno della città e cinque dal Pireo), gli ἀστυνόμοι-astynomoi, anche il compito di supervisione nei confronti delle suonatrici di flauti, arpa e lira; ciò per evitare che le loro tariffe superassero il limite di due dracme per banchetto". Le prestazioni sessuali erano chiaramente parte del contratto; il prezzo, nonostante tutti gli sforzi degli astynomoi, tendeva in ogni caso costantemente a salire.

### Le etere
Le heterae si trovavano ai vertici di questa gerarchia; al contrario delle due tipologie precedentemente trattate, queste non si limitavano ad offrire semplicemente servizi sessuali, inoltre non operavano mai a "cottimo"; hetaira ἑταίρα-letteralmente significa "compagna", grammaticalmente è la forma femminile di Hetairos-eteri, un termine analogo a quello in uso nella lingua latina, comes. Denota un nobile, ad esempio nella società essenzialmente militare del regno di Macedonia all'epoca di Alessandro Magno.
In molti modi paragonabili alla geisha presente nella cultura giapponese, avevano una formazione minuziosa permetteva loro di prendere parte a conversazioni con uomini colti. Sono loro, tra tutte le donne nell'antica Grecia, ad eccezione delle donne nell'antica Sparta, che erano del tutto indipendenti e che potevano gestire autonomamente i propri affari.

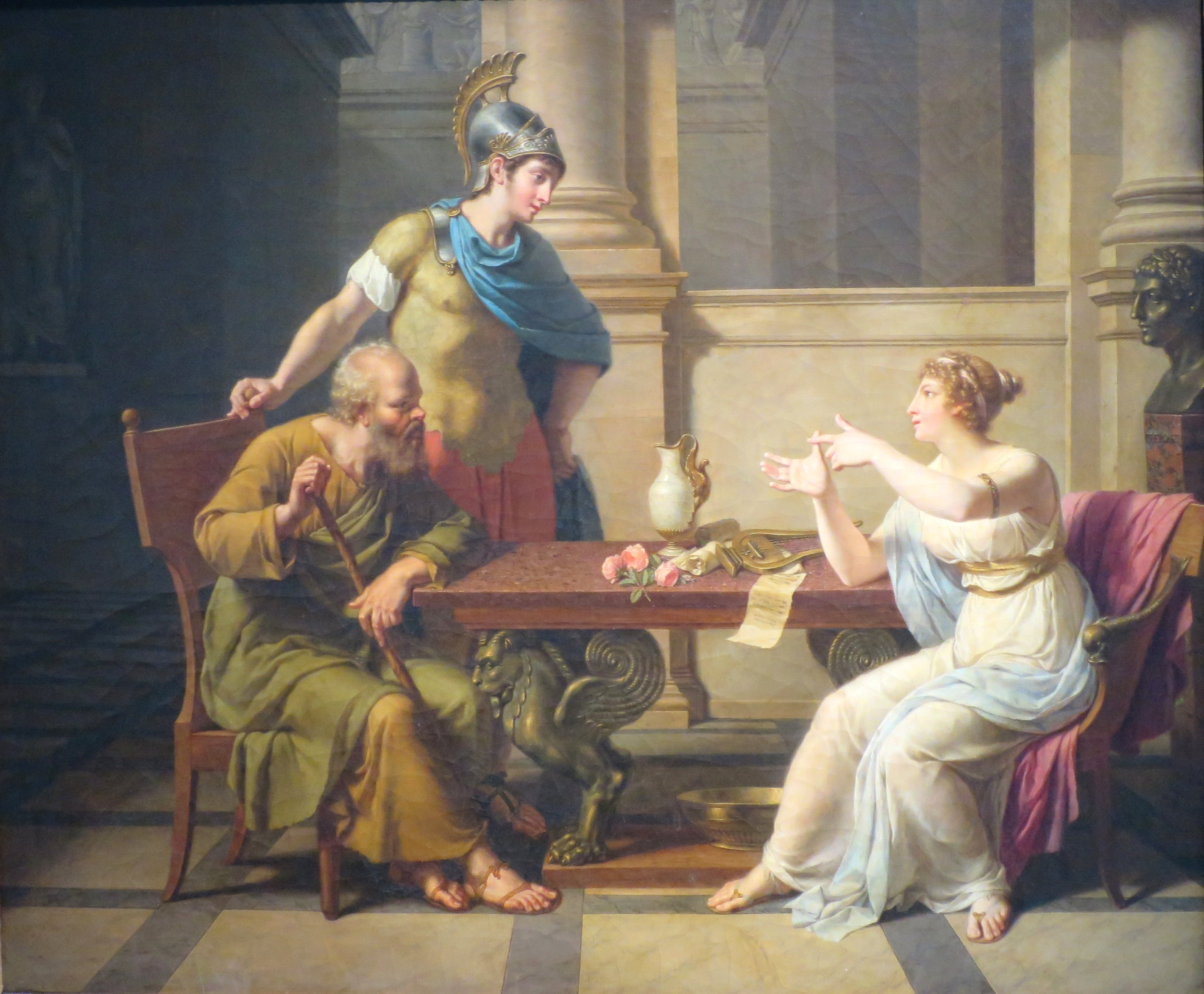
"Il dibattito di Socrate con Aspasia" (1800), di Nicolas-André Monsiau.

Aspasia, l'amante di Pericle, è stata la donna più celebre del V secolo a.C. Originaria di Mileto, era ridotta allo status di meteco dopo essersi trasferita ad Atene; ella è riuscita ad attrarre a sé alcune tra le personalità più importanti dell'epoca tra cui Sofocle e Fidia, fino a Socrate e i suoi seguaci. Secondo Plutarco nella sua "Vita di Pericle" (XXIV, 1):

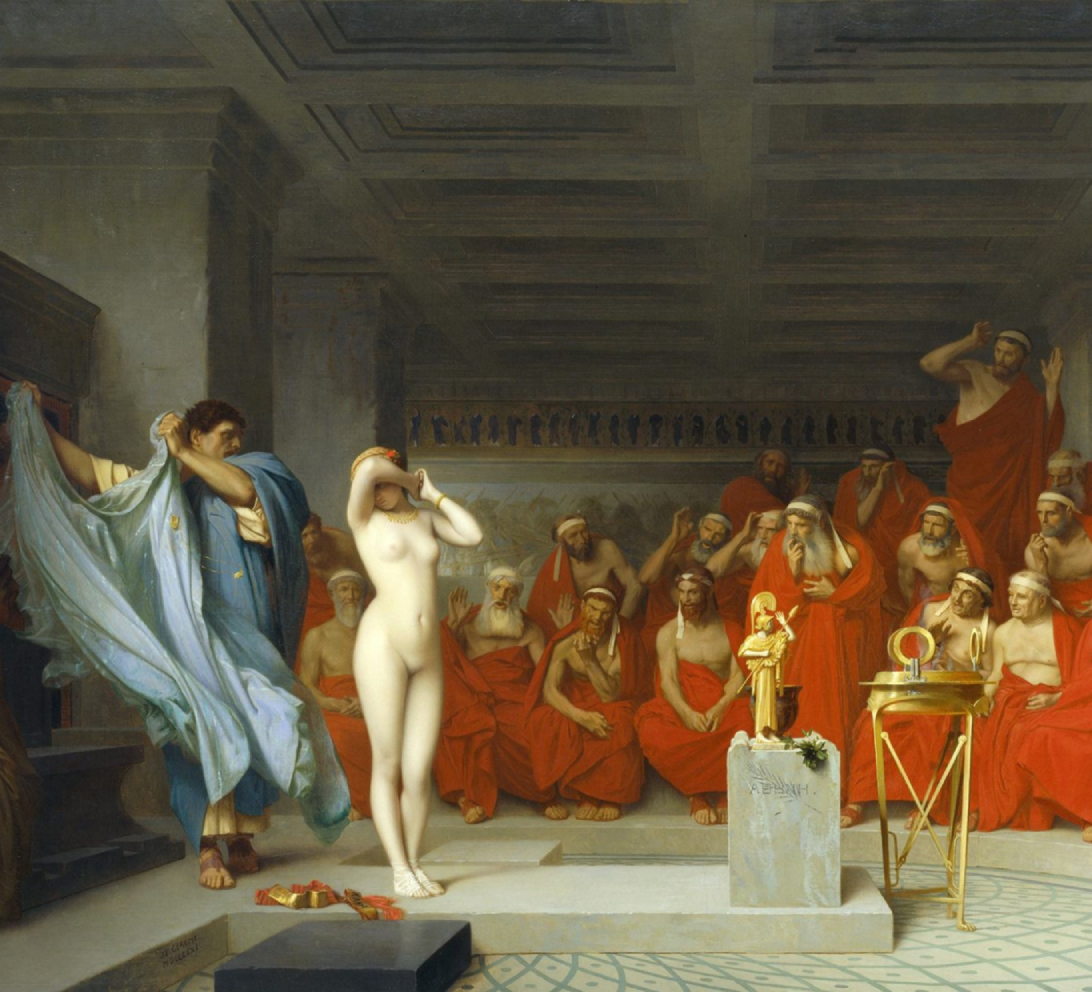
"Frine davanti all'areopago". Particolare (1861), di Jean-Léon Gérôme.

Conosciamo i nomi di alcune hetaerae del periodo. Durante il periodo classico c'era Theodota, compagna di Alcibiade, con la quale Socrate stesso ha lungamente discusso, a sentire le sue "Memorie" (III, 11, 4); Naeara, oggetto di un discorso famoso dello pseudo-Demostene; Frine, colei che ha fatto da modello per la statua di Afrodite cnidia, l'opera scultorea di Prassitele - e di cui era l'amante - ma anche compagna dell'oratore Iperide il quale non si risparmiò per difenderla da un'accusa di empietà rivoltale contro; e Leonzia, compagna di Epicuro ed ella stessa raffinata pensatrice e filosofa.
Durante il periodo ellenistico si possono citare Pythionice, l'amante di Arpalo, (tesoriere di Alessandro Magno); e Taide, amante dello stesso Alessandro e di Tolomeo I dopo di lui.
Alcuni di queste hetaerae erano poi anche molto ricche. Senofonte ci descrive Theodota come circondata da uno stuolo innumerevole di schiavi, riccamente vestita e abitante in una vasta residenza. Alcune si distinguono per le loro spese alquanto stravaganti; la bellissima Rodopi, l'etera originaria della Tracia ed emancipata dal fratello della poetessa Saffo, si dice che si sia distinta per essersi fatta innalzare una mini-piramide personale. Erodoto non crede a questa notizia, ma descrive ciò nonostante una costosissima epigrafe eretta da lei a Delfi (II, 134-135).
Le tasse di queste cortigiane variavano considerevolmente, ma erano in ogni caso molto più elevate di quelle delle prostitute comuni. Secondo raffigurazioni di hetaerae presenti nella Commedia nuova, i loro prezzi variano da 20 a 60 mine (2.000-6.000 dracme) per un numero non specificato di giorni. Nell'"adulatore" di Menandro (v. 128-130), si parla di una cortigiana che giunge a guadagnare 3 mine al giorno o più, fino al 10 pornai messe insieme. Se si vuole dare credito a quanto dice Aulo Gellio, le cortigiane dell'epoca classica potevano arrivare a guadagnare fino a 10.000 dracme per notte (Notti attiche, I, 8).

#### Famose etere greche

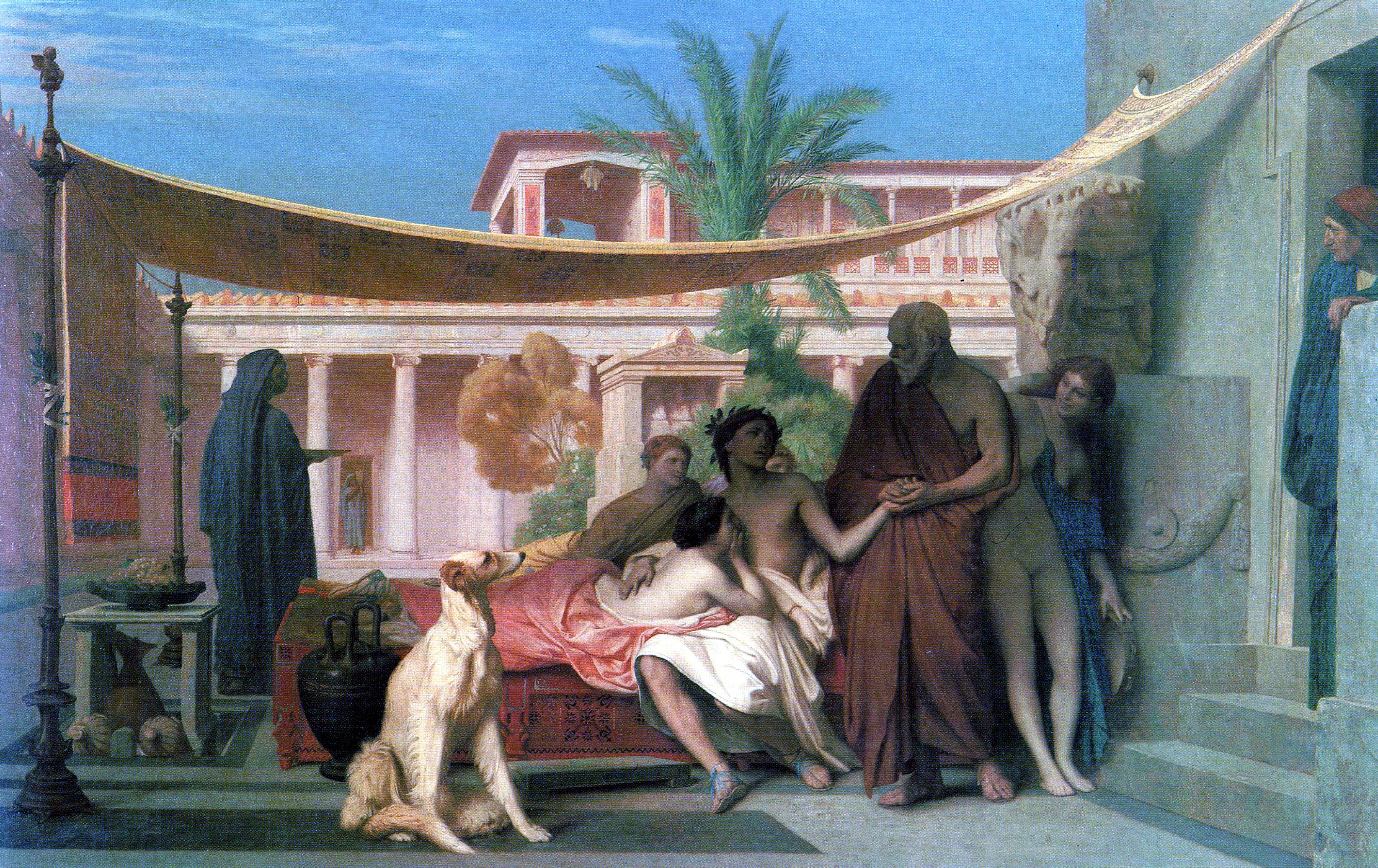
"Socrate cerca Alcibiade nella casa di Aspasia", di Jean-Léon Gérôme.

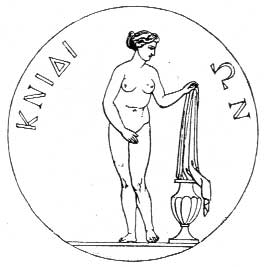
Rappresentazione di Afrodite su una moneta.

- Rodopi (schiava)
- Aspasia di Mileto
- Frine
- Laide di Corinto
- Laide di Hykkara
- Lamia (amante di Demetrio)
- Leena di Atene
- Taide (etera)
- Targella di Mileto
- Neera (etera)
- Metanira (etera)
- Nicarete di Megara
- Campaspe
- Bilistiche

### Prostituzione all'interno del tempio di Corinto
Nell'anno 2 a.C. Strabone (Geografia VIII, 6,20) nella sua descrizione storico-geografica della città di Corinto scrive alcune osservazioni riguardanti gli oblati di sesso femminile residenti nel tempio di Afrodite a Corinto, la cui attività avrebbe forse dovuto risalire in un periodo tra il 700 e il 400 a.C.: "Il tempio di Afrodite era così ricco che impiegava stabilmente più di mille hetairas... Molte persone visitavano la città esclusivamente a causa loro, quindi queste hetairas hanno contribuito in una maniera notevole al benessere economico della comunità: i capitani delle navi hanno sempre speso allegramente lì i loro soldi, da qui il detto: 'Il viaggio a Corinto non è per ogni uomo".
Il testo in più di un modo allude alle attività sessuale di quelle signore. Osservazioni compiute anche altrove dallo stesso Strabone (XII, 3,36: "le donne che guadagnano soldi con i loro corpi") e da Ateneo di Naucrati (XIII, 574: "nei letti una bella raccolta dei frutti della fioritura più mite") riguardanti questo tempio descrivono la categoria delle prostitute del tempio ancor più poeticamente.
Nel 464 a.C. un uomo di nome Senofonte, cittadino di Corinto e corridore acclamato nonché vincitore del pentathlon ai Giochi olimpici antichi, ha dedicato cento giovani ragazze al tempio della dea in segno di ringraziamento. Lo sappiamo perché il celebre poeta Pindaro fu incaricato di scrivere un inno per l'occasione (frammento 122 Snell) il quale celebra "le ragazze molto accoglienti, servitrici di Peito (la personificazione della persuasione, una delle accompagnatrici di Afrodite) nella lussuriosa Corinto".

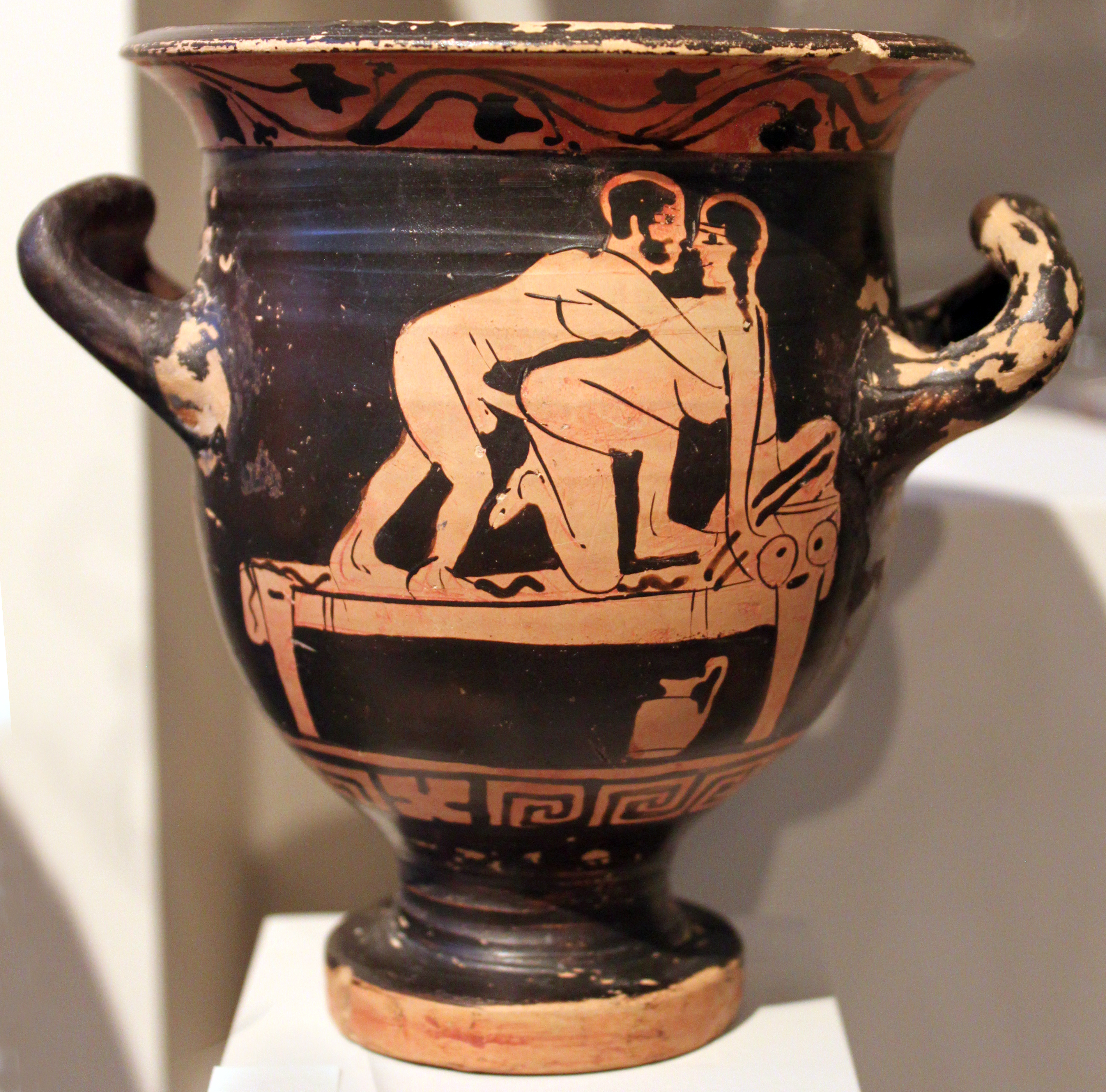
Scena erotica su vaso simposiale.

### Il caso di Sparta
Di tutte le polis greche solo Sparta non è nota per aver ospitato delle pornai. Plutarco, nelle sue Vite parallele ("Vita di Licurgo" IX, 6) spiega che questo è dovuto alla mancanza di metalli preziosi usati come denaro; Sparta ha sempre utilizzato difatti una moneta di ferro che non veniva accettata in altri luoghi: per tale motivo quindi, pare che le prostitute non fossero eccessivamente interessate a stabilirsi lì. Ad ogni modo, nessuna traccia di prostituzione comune si rileva in territorio spartano, né durante le epoche più antiche ed arcaiche, né in quella classica.
L'unica prova, che parrebbe contraddire questo fatto, è quella data da un vaso del VI secolo a.C. che mostra delle donne intente a suonare l'aulos durante un banchetto maschile: potrebbe trattarsi di un semplice tema iconografico, piuttosto che di una descrizione letterale della vita quotidiana a Sparta in quel periodo; la presenza di un demone alato, di frutta, piante e un altare può inoltre indicare che quello raffigurato, sarebbe potuto essere un banchetto rituale in onore di una divinità della fertilità, come l'Artemide Orthia o il dio Apollo-Hyacinthius (vedi Giacinto).
Sparta ha tuttavia accolto ed ospitato delle eterae durante l'epoca classica. Ateneo di Naucrati ricorda le cortigiane con cui l'ateniese Alcibiade trascorreva la notte durante il suo esilio in Laconia (415-414 a.C.). Senofonte, narrando la vicenda della cospirazione ordita da Cinadone, afferma che si sarebbe usato un pretesto per arrestare "la donna che si diceva essere la donna più bella in Aulon e che pensavano fosse lì giunta nel tentativo di corrompere i Lacedemoni, anziani e giovani, allo stesso modo"(Elleniche, III, 8): si trattava probabilmente di un'etera.
Almeno a partire dal III secolo a.C., per causa della grande quantità di valuta estera in circolazione in tutto il territorio amministrato da Sparta, la città incomincio' ad emulare il resto delle polis greche. Durante il periodo ellenistico l'erudito Polemone di Ilio descrive, nella sua opera intitolata "Offerta per Lacedemonia" e citata da Ateneo di Naucrati (XIII, 34a), il ritratto della celebre etera Cottina, la quale dedicò a se stessa una mucca di bronzo; l'autore ellenistico aggiunge anche che tale { statua? ) esistesse ancora e venisse mostrato come una curiosità, trovandosi nei pressi del tempio di Dioniso.

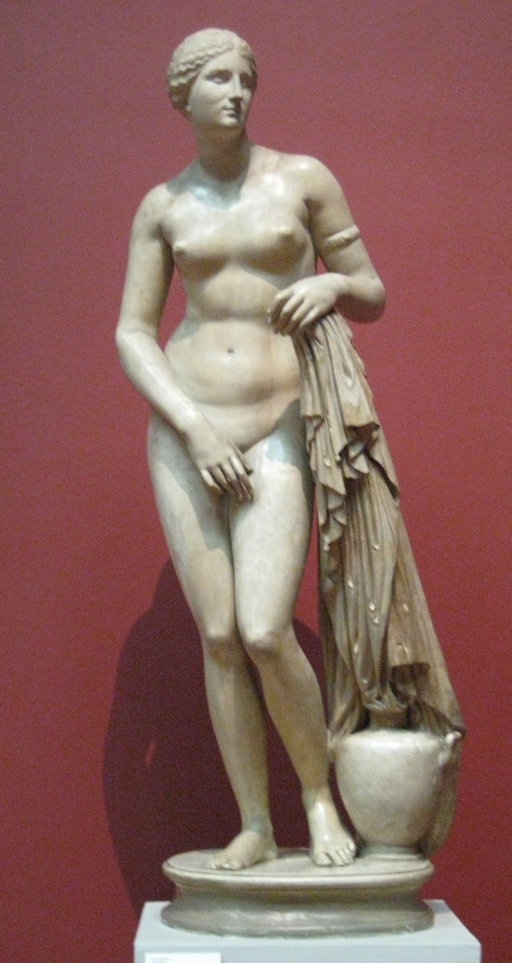
Afrodite cnidia di Prassitele, il cui modello pare essere stata la celebre etera Frine. Calco in gesso al museo Pushkin a Mosca dall'originario marmo romano dei Musei capitolini.

### Condizioni sociali
Le condizioni sociali delle prostitute sono difficili da valutare in quanto queste donne erano già di per sé notevolmente emarginate nella società greca. Non siamo a conoscenza di molti particolari riguardanti la loro esistenza effettiva nei bordelli in cui lavoravano. È probabile che i bordelli greci fossero simili a quelli di Roma, descritti questi ultimi da numerosi autori e conservatisi a Pompei antica tramite il famoso lupanare come erano luoghi bui, angusti e maleodoranti. Uno dei molti termini gergali per indicare le prostitute era khamaitypếs (χαμαιτυπής) o, letteralmente "colei che colpisce il suolo", indicando con questo che l'atto sessuale si svolgeva in molti casi direttamente per terra, o forse dal suono delle suole dei sandali, durante il loro passeggio notturno, reminiscente questo dell'espressione romanesca odierna "battona" [ nota dell'editore ].
Alcuni autori hanno descritto prostitute che parlano di se stesse: Luciano di Samosata nei suoi Dialoghi delle cortigiane o Alcifrone nella sua raccolta di lettere; ma si tratta pur sempre di opere di narrativa. Le prostitute che hanno maggiormente interessato scrittori, drammaturghi e poeti sono state quelle indipendenti o le raffinate etere: non ci si è giammai preoccupati di osservare da vicino la situazione di schiave costrette alla prostituzione per esempio, tranne a considerarle come una fonte di profitto.
È abbastanza noto che cosa pensassero gli uomini del tempo delle prostitute greche: in primo luogo queste venivano sempre rimproverate per la natura commerciale dell'attività; l'avidità e l'attaccamento al denaro caratteristici delle prostitute è un tema ricorrente nella commedia greca. Il fatto che costoro fossero le uniche donne ateniesi capaci di poter gestire direttamente il proprio patrimonio, senza alcuna intromissione da parte degli uomini, probabilmente ha contribuito a provocare l'acrimonia maschile.
Una delle spiegazioni date (e tuttora valide) per il loro comportamento e venalità, è la brevità della loro carriera, per cui il loro reddito era inevitabilmente destinato a diminuire con il passare del tempo: una ragazza bella all'inizio del mestiere, a tutti i livelli del settore, avrebbe potuto facilmente guadagnare molti più soldi delle colleghe più mature e meno attraenti. Per cui, per assicurarsi un reddito adeguato per la vecchiaia, dovevano quindi cercare di accumulare quanto più denaro fosse possibile in un periodo di tempo limitato.
I trattati di medicina greca offrono anch'essi uno sguardo, seppur molto parziale ed incompleto, sulla vita quotidiana delle prostitute. Al fine di mantenere in attivo i ricavi per i loro protettori, le prostitute-schiave dovevano cercare a tutti i costi di evitare una gravidanza. Benché le tecniche contraccettive utilizzate dai greci non siano note come quelle dei romani, tuttavia, in un trattato attribuito ad Ippocrate ed intitolato "Del seme" (13) egli descrive in dettaglio il caso di una ballerina "che aveva l'abitudine di andare con gli uomini"; egli raccomanda che "saltare su e giù, toccando le natiche con i tacchi ad ogni salto" contribuisse a rimuovere lo sperma e quindi ad evitare il rischio di rimanere ingravidata.
Sembra anche probabile che le pornai facessero ampio ricorso all'aborto e all'infanticidio. Nel caso delle prostitute indipendenti la situazione è meno chiara; le femmine potevano dopotutto essere addestrate "nel mestiere", contribuendo in tal modo a sostenere le loro madri nella vecchiaia.

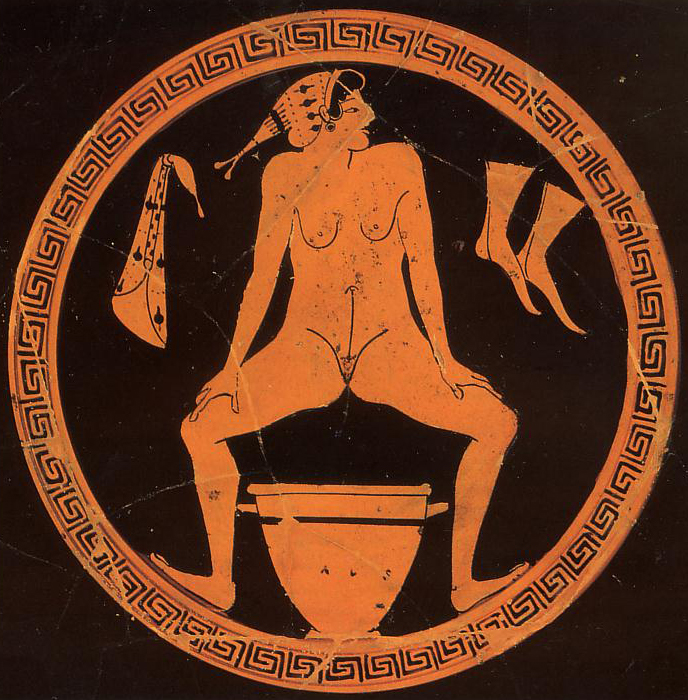
Prostituta che urina in un skyphos. Tondo di un kylix a figure rosse nel genere del "Pittore della Fonderia", ca. 480.

Anche la ceramica greca offre uno spaccato della loro esistenza. Le rappresentazioni possono generalmente essere raggruppate in quattro categorie: scene di banchetti simposiali; attività sessuali; scene di toeletta quotidiana e quelle raffiguranti maltrattamenti. Nelle scene di toeletta la prostituta ha spesso un corpo meno perfetto del solito: seni penduli, rotoli di ciccia e così via; esiste un kylix che mostra una prostituta mentre si appresta ad urinare in un vaso da notte.

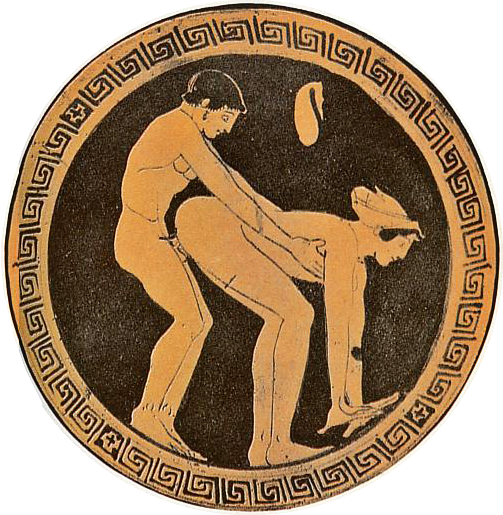
Scena sessuale tra un uomo ed una pornai in posizione da dietro; la borsa di denaro appesa al muro descrive la natura dell'operazione (480-70 a.C.). Interno di una ciotola in terracotta.

Nelle rappresentazioni di atti sessuali, la presenza di una prostituta è spesso indicato da una borsa, che sottolinea la natura eminentemente finanziaria dell'incontro intimo. La posizione sessuale più frequentemente indicata è quella che imita il sesso anale, ossia la posizione da dietro (più raramente è rappresentata la posizione con donna sopra ); tali pose, essendo praticamente identiche risultano essere molto difficili da distinguere visivamente. La donna è spesso piegata in due, con le mani appoggiate a terra: tale postura era considerata degradante se subita da un uomo e molto meno gratificante se assunta da una donna, in contrasto con la posizione del missionario.
Infine esiste tutta una serie di vasi che rappresentano scene di abusi, dove la prostituta è minacciata con un bastone o con un sandalo ed è costretta a compiere atti, considerati dai greci i più infimi e riprovevoli: come fellatio, il rapporto anale o con due uomini contemporaneamente.

### Prostitute nella letteratura
Durante il periodo della Commedia nuova i personaggi delle prostitute divennero, dopo la moda costituita dagli schiavi, le vere e proprie "stelle" della commedia greca

## Prostituzione maschile

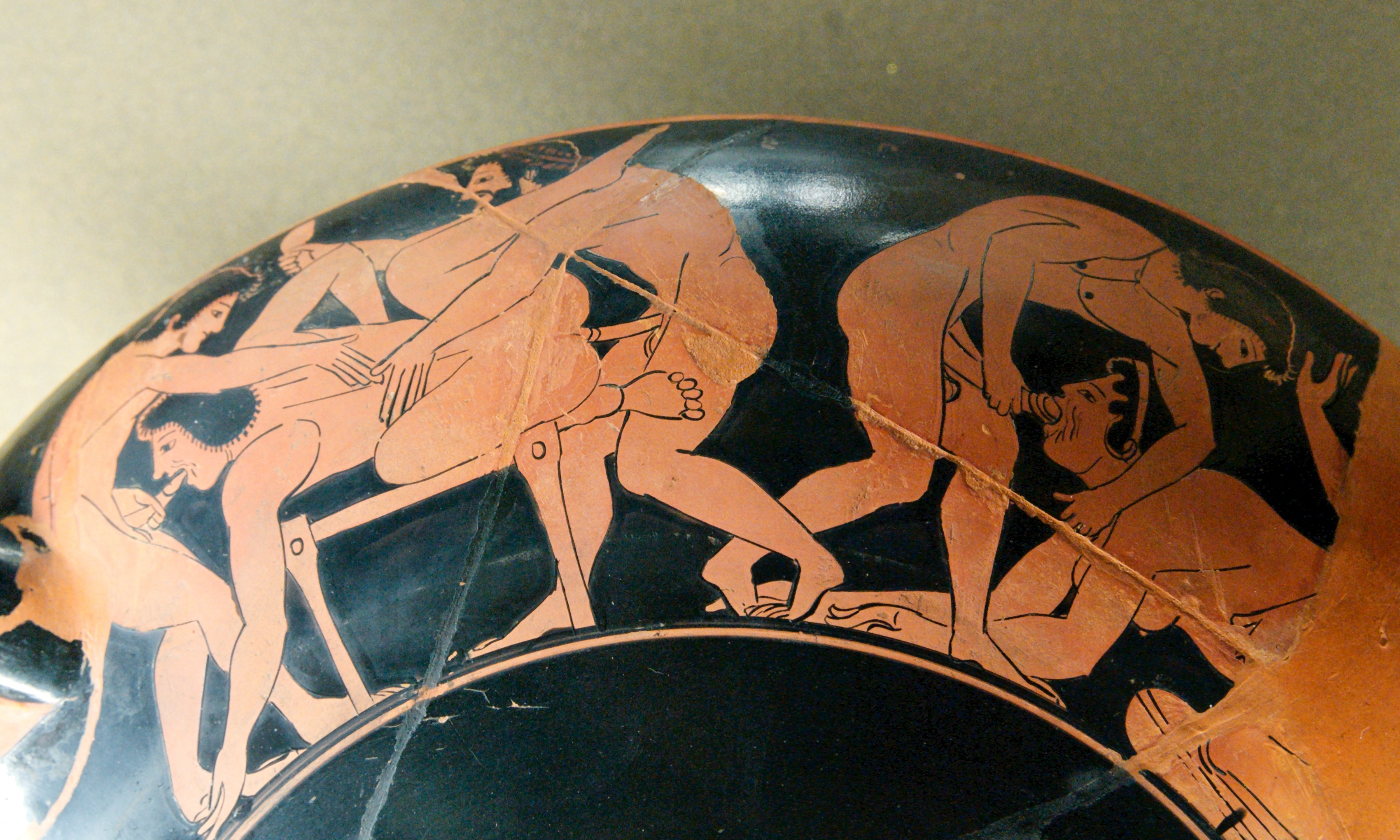
Scena erotica di prostituzione maschile tratta da un vaso datato 510 A.C.

I cittadini delle polis greche avevano ampia scelta anche tra i prostituti maschi, i cosiddetti πόρνοι-pornoi. Alcuni di questi accettavano anche una clientela femminile, l'esistenza di gigolò è confermata in epoca classica: il commediografo Aristofane nella sua opera teatrale intitolata Pluto parla di una donna anziana che si lamenta per aver speso tutti i propri risparmi con un giovane amante (v.960-1095). La stragrande maggioranza dei prostituti maschi era in ogni caso rivolta ad una clientela maschile: non erano esenti dalla tassa di soggiorno pagata dalle prostitute femmine ed ottenevano in cambio la stessa protezione legale contro eventuali violenze come le loro controparti femminili.

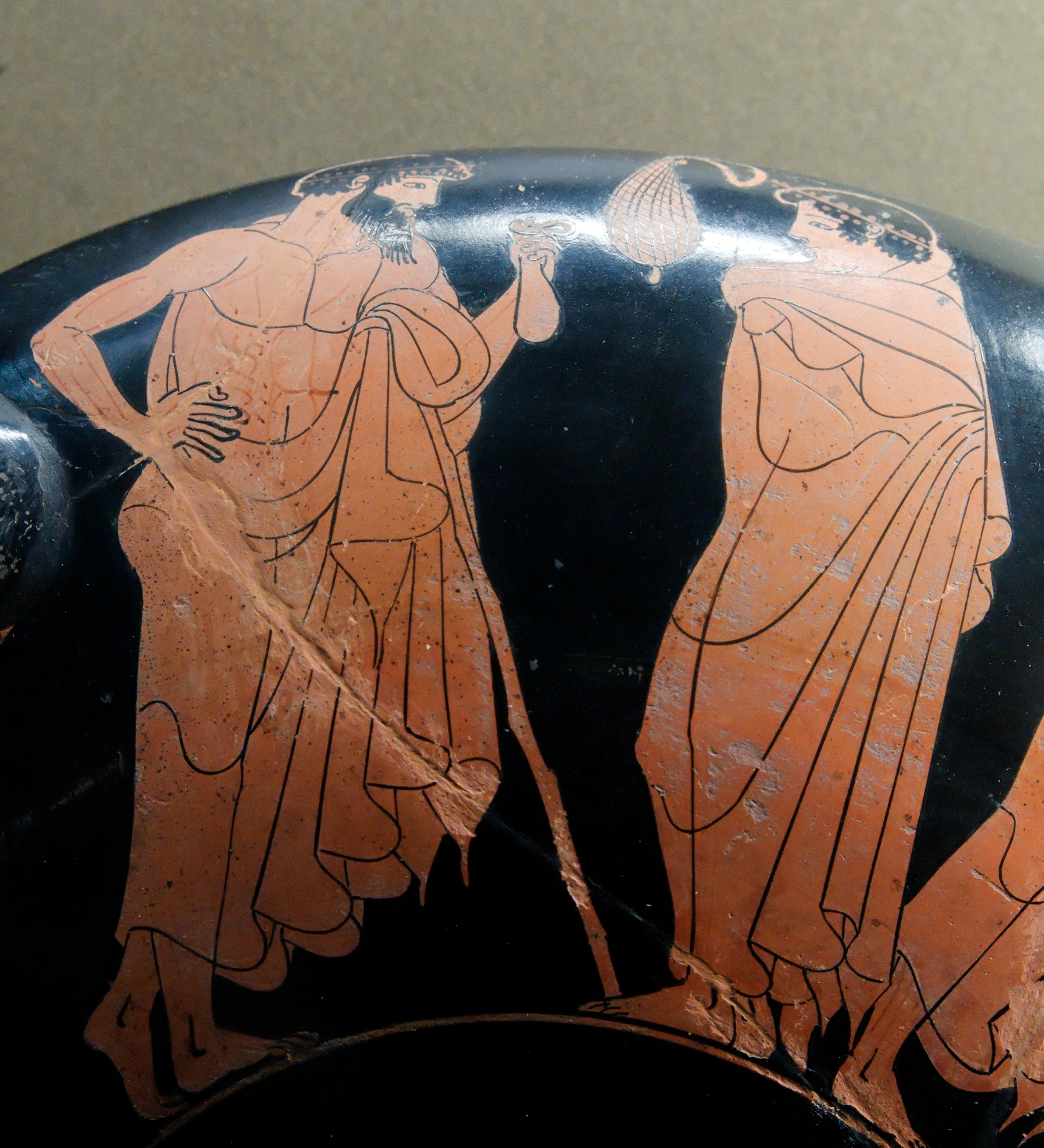
Un uomo barbuto offre soldi al ragazzo in cambio di favori sessuali. Particolare dell'esterno di un kylix attico a figure rosse, ca. 480 a.C. da Vulci.

### Prostituzione e pederastia
Contrariamente alla prostituzione femminile, che poteva riguardare tutte le età, quella maschile era invece sostanzialmente limitata agli anni dell'adolescenza: ne Gli amori attribuiti a Luciano di Samosata ma oggi ritenuti apocrifi (l'autore viene quindi indicato come Pseudo-Luciano), si dice espressamente (25-26) che i tentativi di approccio sessuale con un ragazzo sono accettabili fino a quando a quest'ultimo non cresca la barba, mentre dopo, con le guance che da morbide diventano ispide e le cosce sono macchiate di peluria, si trasforma in un atto innaturale ed equivoco; a differenza di una donna, che può essere piacevolmente abbracciata dall'epoca della verginità fino alla mezza età. Già molto tempo prima il poeta greco Teognide asseriva che
(Libro II, vv.1327-8)
 per fare anch'egli poco dopo un confronto tra l'amore rivolto ai ragazzi e quello verso le donne, che si conclude questa volta in maniera diametralmente inversa rispetto a quella esposta dall'interlocutore di Luciano (il quale è almeno di sette secoli successivo), ossia
(Libro II, vv. 1367-8)
 Il lirico antico però anch'egli pare assai tormentato e sofferente dai ripetuti tradimenti a cui lo espone il suo giovane e scostante amante: 
(Libro II vv.1238 e 1244)
 e continua dicendo che è uno di quei ragazzi che amano il primo che capita, un fanciullo crudele sempre pronto a stringere amicizia anche con altri corteggiatori. Conclude, facendo notare che le sue son parole di saggezza derivanti dall'età, affermando che
(Libro II, vv.1369-70)
Il periodo durante il quale l'amore tra un uomo adulto e un giovane era giudicato favorevolmente, si estendeva della prima pubertà fino alla comparsa della prima barba, quindi per tutta la "giovinezza imberbe" (dai 12-13 anni, fino a circa i 18): vi sono rari casi di erastès-amanti che continuavano a mantenere i loro eromenos-amati anche successivamente, benché in tal caso essi fossero pubblicamente disprezzati. (Euripide per esempio continuò a convivere col proprio amato per tutta l'età adulta fino alla vecchiaia) e in certi casi potevano perdere addirittura il diritto di cittadinanza.
In uno dei suoi discorsi intitolato "Contro Timarco" (I, 745) Eschine argomenta in tribunale contro un uomo del genere, il quale fino all'età adulta era stato un noto mantenuto.
Così come la sua controparte femminile, anche la prostituzione maschile nell'antica Grecia non era oggetto d'alcuno scandalo: case di tolleranza in cui lavoravano ragazzi ridotti in schiavitù, esistevano non solo nel quartiere a luci rosse nei pressi del porto al Pireo, nel Ceramico (Atene) o al Licabetto, ma praticamente in tutte le zone della città.
Il più celebre di questi giovani prostituti è forse Fedone di Elide: ridotto in schiavitù dopo la presa della sua isola natale da parte delle truppe ateniesi, venne mandato a lavorare in uno dei bordelli cittadini, fino a quando Socrate non lo conobbe e pagò per comprarne la libertà; per cui il ragazzo, grato, si fece suo seguace il cui nome divento' immortale, avendo dato il titolo ad uno dei dialoghi maggiori di Platone - per l'appunto il Fedone - riguardante le ultime ore di vita di Socrate prima della sua condanna a morte.

### Prostituzione e cittadinanza

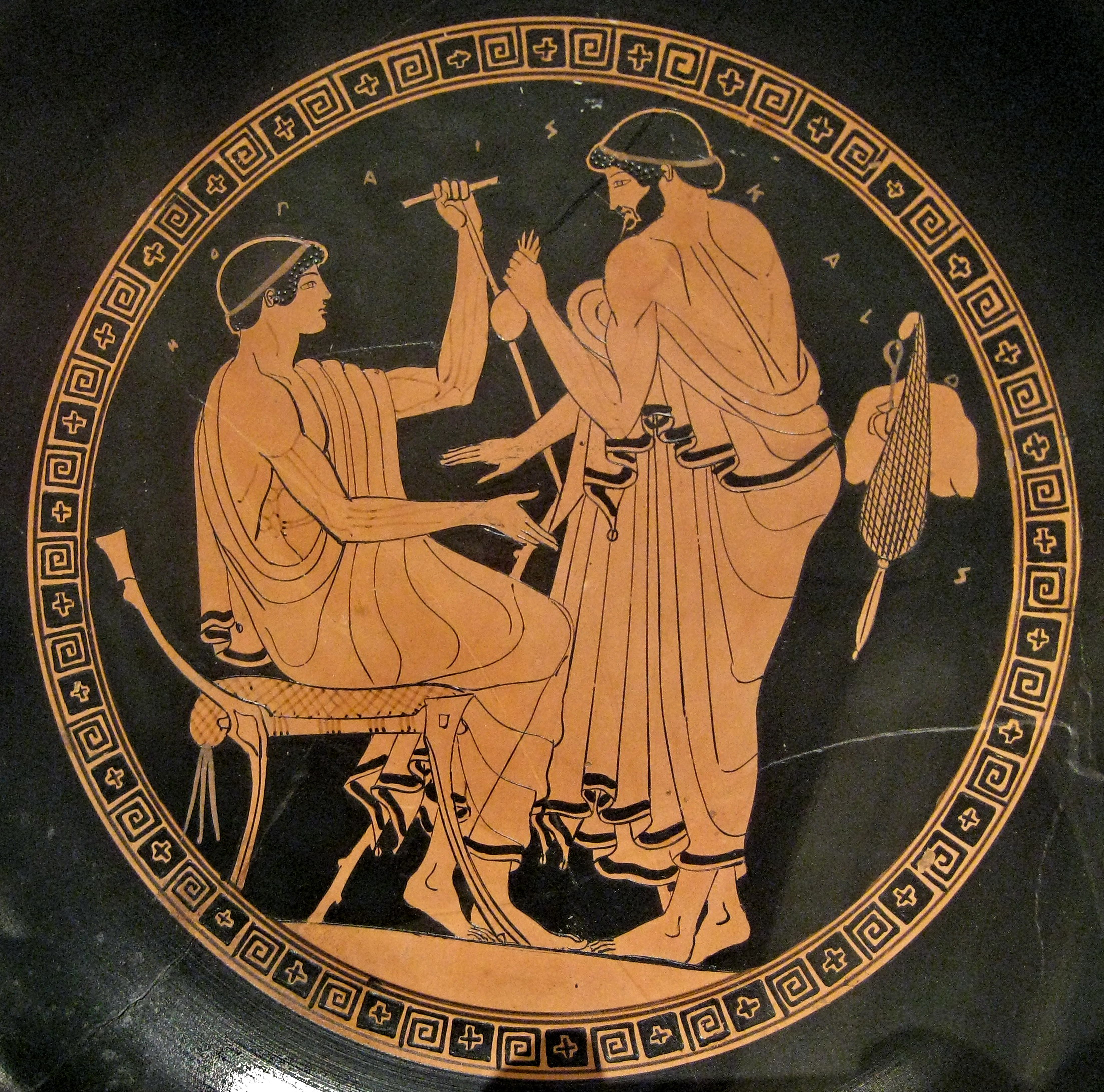
Un uomo offre denaro ad un giovane per ottener in cambio una prestazione sessuale

L'esistenza della prostituzione maschile su larga scala indica che la pederastia non era limitata ad una sola classe sociale: se le classi più basse non avevano i mezzi per praticare i rituali di corteggiamento di tipo aristocratico, passando le giornate come spettatori nel Ginnasio-la palestra per scegliere a chi tra i giovani atleti fare regali, tutti avevano altresì la possibilità di soddisfare i propri desideri con i prostituti.
I rapporti sessuali con gli schiavi non sembrano peraltro essere stati una scelta molto frequente e la prima menzione di ciò si ha solo nel 390 A.C.. Un altro motivo per ricorrere ai prostituti era il tabù sessuale in cui consisteva la fellatio, considerata degradante; di conseguenza in un rapporto omosessuale erastès-eromenos l'amante adulto non poteva in nessun caso chiedere o pretendere che il suo giovane amato, un futuro cittadino, eseguisse quest'atto, per cui per il sesso orale si ricorreva ai prostituti.
Anche in conseguenza di ciò, seppur legale, la prostituzione rimaneva in parte socialmente vergognosa, umiliante, di norma riservata agli schiavi o più in generale ai "non-cittadini". Ad Atene l'essere stati prostituti poteva anche avere importanti conseguenze politiche, quali la perdita dei diritti civili pubblici (ἀτιμία-atimia): ciò è dimostrato dal succitato discorso di Eschine che, accusato da Timarco, ribatte proprio accusandolo a sua volta d'esser stato un prostituto durante la giovinezza, pertanto privo del diritto civile di sporgere denuncia contro chicchessia.
Il ragionamento è spiegato da Eschine appellandosi alla seguente prova (docimasia-δοκιμασία): il cittadino che si prostituisce (πεπορνευμένος-peporneuménos) o che si fa mantenere (ἡταιρηκώς-hētairēkós) è privato del diritto di poter fare dichiarazioni pubbliche perché "ha venduto il proprio corpo per l'estremo piacere altrui (ἐφ' ὕβρει eph' hybrei, da cui hybris), pertanto non esiterebbe a vendere neppure gl'interessi della comunità (per il proprio personale vantaggio, è quindi del tutto inaffidabile)" (29 e seg.). Prosegue distinguendo sottilmente tra ragazzo che si fa mantenere da un solo uomo e il prostituto vero e proprio: il primo (hêtairêkôs-etera maschio) è meno riprovevole, mentre il secondo, che va con chi paga meglio, non è altro che una "volgare puttana (peporneumenos)"
Secondo Polibio (XII: 15,1) le accuse di Timeo di Tauromenio contro Agatocle di Atrace riprendono lo stesso tema: "un prostituto è una persona che abdica alla propria dignità per favorire i desideri di qualcun altro, come una ghiandaia o una poiana, fa vedere il suo didietro al primo che lo vuole".

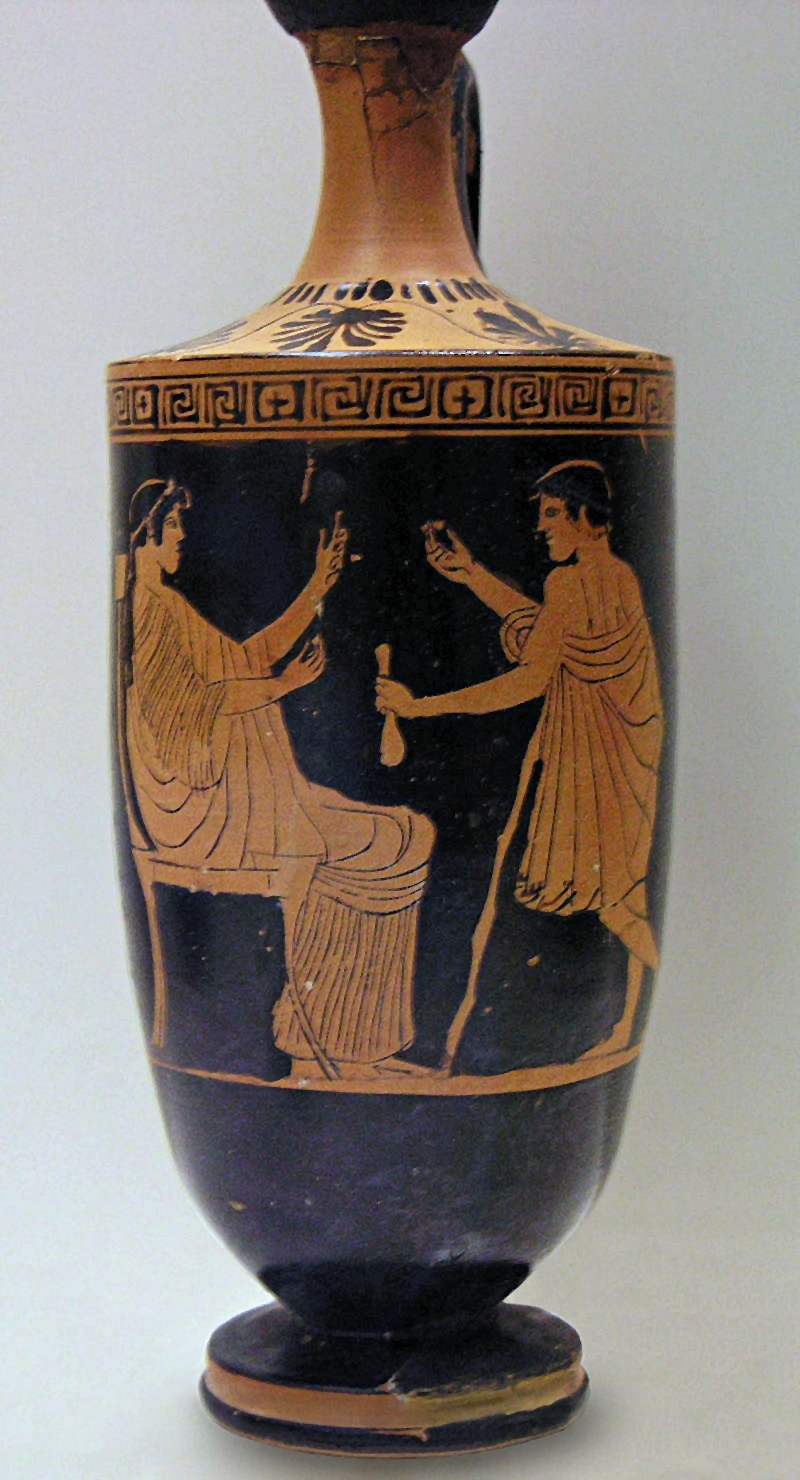
Offerente e cliente (460-50 ca)

### Tassazione
Come nel caso riguardante le femmine, anche qui le tasse potevano variare considerevolmente: Ateneo di Naucrati (VI, 241) parla di un ragazzo che metteva in vendita la propria bellezza per un obolo; ancora una volta la mediocrità del prezzo fa sorgere qualche dubbio all'autore, sulle effettive avvenenza e capacità del giovanotto; Stratone di Sardi, un autore di epigrammi del II secolo, parla invece di una transazione di 5 dracme per comprare un giovane maschio (Antologia palatina XII, 239), mentre una lettera attribuita ad uno pseudo-Eschine (VII, 3) stima che i guadagni di un certo Melanopous siano stati di 3.000 dracme (con molta probabilità per tutta la durata della sua carriera di prostituto).
Le categorie di prostituzione maschile si possono, almeno in parte, dividere così: Eschine, nel suo perseguimento di Timarkhos (strofe 29 e seg., vedi sopra) distingue tra il prostituto ed il ragazzo mantenuto, aggiungendo un po' più tardi (strofe 51-52) che, se Timarkhos si fosse accontentato di rimanere con il suo primo protettore, la sua condotta sarebbe stato meno riprovevole. Ora, essendo stato provato non solo che Timarkhos aveva lasciato quest'uomo - quando egli non aveva più fondi per mantenerlo - ma che egli avesse persino raccolto dei protettori, dimostrava secondo Eschine, che lui non fosse semplicemente un ragazzo mantenuto (hêtairêkôs), ma un prostituto volgare (peporneumenos) bello e buono.